# Forpus
Forpus es un género de aves de la familia Psittacidae, que incluye a una serie de especies de loros americanos de la región neotropical.

## Especies
- Forpus coelestis (Lesson, 1847)
- Forpus conspicillatus (Lafresnaye, 1848)
- Forpus cyanopygius (Souance, 1856)
- Forpus modestus (Cabanis, 1856)
- Forpus passerinus (Linnaeus, 1758)
- Forpus xanthops (Salvin, 1895)
- Forpus xanthopterygius (Spix, 1824)